# 锡斯特龙
锡斯特龙（法語：Sisteron，法語發音：[sistʁɔ̃]），法国东南部城市，普罗旺斯-阿尔卑斯-蓝色海岸大区上普罗旺斯阿尔卑斯省的一个市镇，其市镇面积为50.25平方公里，2022年1月1日时人口数量为7776人，是上普罗旺斯阿尔卑斯省人口第三多的市镇，仅次于南部城市马诺斯克和省会迪涅莱班，在法国城市中排名第1,411位。
锡斯特龙位于上普罗旺斯阿尔卑斯省西北部，迪朗斯河和其支流比埃什河在附近交汇，市区位于河谷之中，历史上是一处重要的关塞，多条交通干线由此通过。

## 地名来源
“锡斯特龙”一名来源于高卢时期在此生活的索吉翁蒂人，其国都定于此地。

## 历史

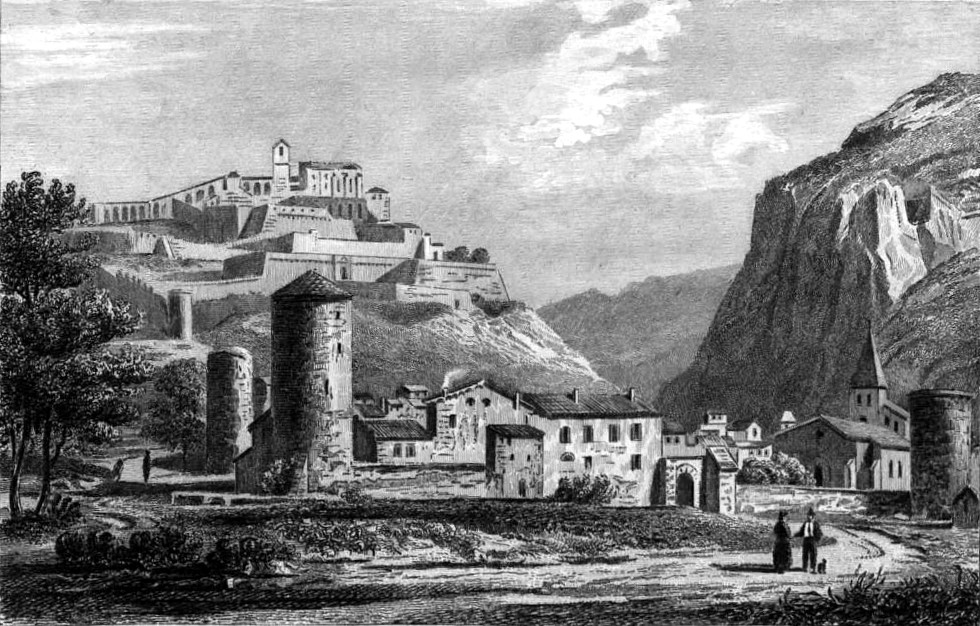
19世纪初的锡斯特龙

锡斯特龙历史悠久，当地曾出土多处史前文化遗址。高卢时期为索吉翁蒂人的国都，罗马人入侵后，锡斯特龙所在的迪朗斯河谷被开辟为一条重要的大道，而锡斯特龙正好位于一处关隘之上，成为重要的军事要塞，公元3世纪时被设立为一个天主教教区的首府。中世纪初期，锡斯特龙长期为福卡尔基耶伯爵的领地，《凡尔登条约》签订后被划归至中法兰克王国，后被普罗旺斯王国继承，1483年成为法兰西王国的土地。宗教战争期间，新教徒和天主教徒在迪朗斯河谷一带发生严重的冲突，一些新教徒逃往锡斯特龙，但最终在1562年9月失守，锡斯特龙被天主教徒重新占领。法国大革命后，天主教锡斯特龙教区被撤销，锡斯特龙成为一个地区行署，后于1800年并入福卡尔基耶区内。第二次世界大战期间，先後屬於維希法國（1940-1942）、法西斯義大利（1942-1943）和納粹德國（1943-1944）。龙骑兵行动的一支曾由此北上。阿尔及利亚战争结束后，锡斯特龙附近建立了一处阿尔及利亚民兵安置点。

## 地理

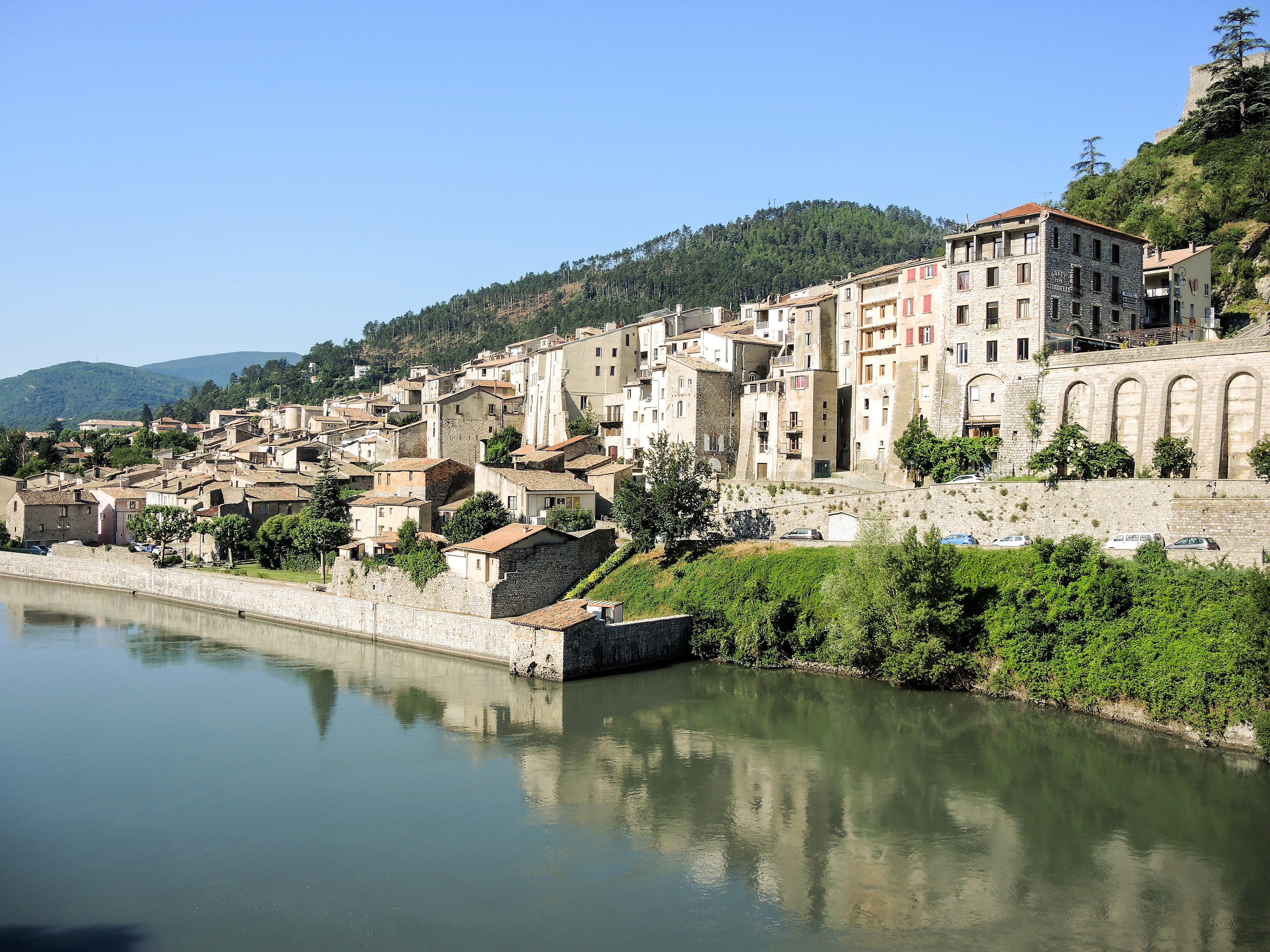
迪朗斯河畔的锡斯特龙

锡斯特龙位于法国东南部，普罗旺斯-阿尔卑斯-蓝色海岸大区中北部偏西和上普罗旺斯阿尔卑斯省西北部，距离省会迪涅莱班大约39公里，距离大区首府马赛大约133米。与锡斯特龙接壤的市镇包括：伯翁、昂特勒皮埃尔、米松、佩潘、瓦尔贝勒、瓦莱尔讷、勒波厄、比埃什-梅乌日河谷村。

### 地形
锡斯特龙位于阿尔卑斯山南段的一处谷地内，西侧为巴罗涅山，东侧为迪涅-前阿尔卑斯山，锡斯特龙的老城区建在一处被称为的山峦的南侧，部分街道坡地较大，全境海拔在448到1,145米之间。

### 水文
锡斯特龙位于罗讷河流域内，迪朗斯河干流自北向南流经境内，其右岸支流比埃什河在市区北部汇入。锡斯特龙境内的迪朗斯河上建有圣拉扎尔水电站，使得该河在锡斯特龙附近的河段平均宽度和水深大于其他河段。

### 气候
锡斯特龙在柯本气候分类法中属于地中海气候，但因地形影响，当地又常受到山地气候的控制。
锡斯特龙境内设有气象站，以下为该气象站的数据（其中日照数据取自阿努堡-圣欧邦气象站）：
| 锡斯特龙1981年－2019年 | 锡斯特龙1981年－2019年 | 锡斯特龙1981年－2019年 | 锡斯特龙1981年－2019年 | 锡斯特龙1981年－2019年 | 锡斯特龙1981年－2019年 | 锡斯特龙1981年－2019年 | 锡斯特龙1981年－2019年 | 锡斯特龙1981年－2019年 | 锡斯特龙1981年－2019年 | 锡斯特龙1981年－2019年 | 锡斯特龙1981年－2019年 | 锡斯特龙1981年－2019年 | 锡斯特龙1981年－2019年 |
| 月份                   | 1月                    | 2月                    | 3月                    | 4月                    | 5月                    | 6月                    | 7月                    | 8月                    | 9月                    | 10月                   | 11月                   | 12月                   | 全年                   |
| ---------------------- | ---------------------- | ---------------------- | ---------------------- | ---------------------- | ---------------------- | ---------------------- | ---------------------- | ---------------------- | ---------------------- | ---------------------- | ---------------------- | ---------------------- | ---------------------- |
| 历史最高温 °C（°F）    | 21.2 (70.2)            | 22.8 (73.0)            | 27.1 (80.8)            | 29.7 (85.5)            | 33.4 (92.1)            | 38 (100)               | 37.8 (100.0)           | 40.2 (104.4)           | 34 (93)                | 29.9 (85.8)            | 22.5 (72.5)            | 17.3 (63.1)            | 40.2 (104.4)           |
| 平均高温 °C（°F）      | 7.5 (45.5)             | 10.4 (50.7)            | 14.8 (58.6)            | 18.1 (64.6)            | 22.9 (73.2)            | 28.2 (82.8)            | 30.9 (87.6)            | 30.1 (86.2)            | 24.7 (76.5)            | 19.2 (66.6)            | 12.2 (54.0)            | 7.5 (45.5)             | 18.9 (66.0)            |
| 日均气温 °C（°F）      | 1.6 (34.9)             | 3.7 (38.7)             | 7.7 (45.9)             | 11 (52)                | 15.5 (59.9)            | 19.9 (67.8)            | 22 (72)                | 21.5 (70.7)            | 17.1 (62.8)            | 12.6 (54.7)            | 6.4 (43.5)             | 2.1 (35.8)             | 11.8 (53.2)            |
| 平均低温 °C（°F）      | −4.2 (24.4)            | −3 (27)                | 0.6 (33.1)             | 3.8 (38.8)             | 8.2 (46.8)             | 11.5 (52.7)            | 13.2 (55.8)            | 13 (55)                | 9.5 (49.1)             | 5.9 (42.6)             | 0.6 (33.1)             | −3.3 (26.1)            | 4.7 (40.5)             |
| 历史最低温 °C（°F）    | −18 (0)                | −16.6 (2.1)            | −12.8 (9.0)            | −3.9 (25.0)            | −1 (30)                | 1.9 (35.4)             | 5.7 (42.3)             | 4.7 (40.5)             | 0.2 (32.4)             | −4.7 (23.5)            | −11.4 (11.5)           | −16.1 (3.0)            | −18 (0)                |
| 平均降水量 mm（）      | 56 (2.2)               | 47.6 (1.87)            | 52.3 (2.06)            | 72.6 (2.86)            | 73.9 (2.91)            | 50.8 (2.00)            | 25.2 (0.99)            | 46.1 (1.81)            | 94.9 (3.74)            | 114.8 (4.52)           | 108 (4.3)              | 79.8 (3.14)            | 822 (32.4)             |
| 月均日照時數           | 170                    | 186.7                  | 231.6                  | 225.2                  | 260.5                  | 302.4                  | 343.4                  | 310.2                  | 247                    | 191.2                  | 159.2                  | 148.1                  | 2,775.5                |
| 来源：infoclimat.fr    |                        |                        |                        |                        |                        |                        |                        |                        |                        |                        |                        |                        |                        |

## 行政区划
锡斯特龙是法国普罗旺斯-阿尔卑斯-蓝色海岸大区上普罗旺斯阿尔卑斯省的一个市镇，编号为04209。锡斯特龙管理锡斯特龙县，同时也是锡斯特龙-比埃什公共社区的办公驻地。
法国国家统计与经济研究所（简称）在进行数据统计时，将锡斯特龙单独设为锡斯特龙城市核心区，并将锡斯特龙和相邻的瓦尔贝勒划为锡斯特龙城市区。
同时，还将锡斯特龙市镇分为了19个“块区”（IRIS），以便于统计人口分布情况。

## 交通

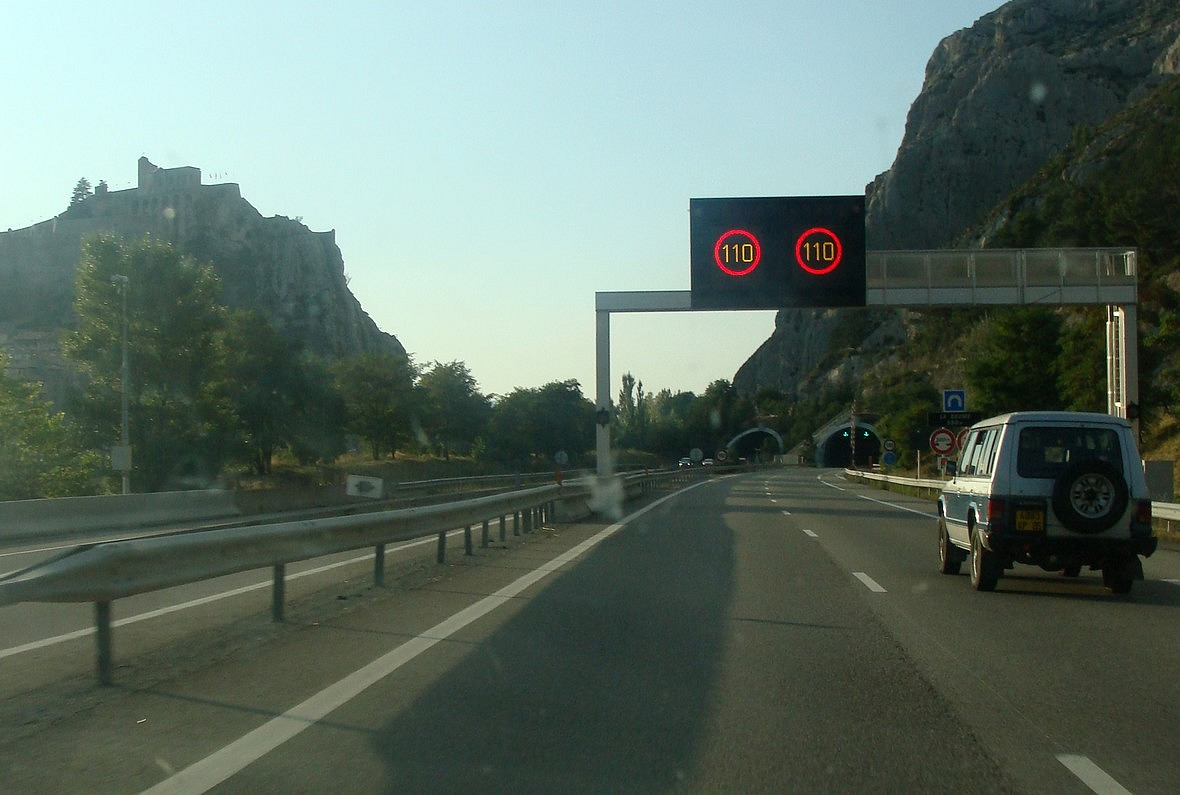
A51高速公路锡斯特龙段

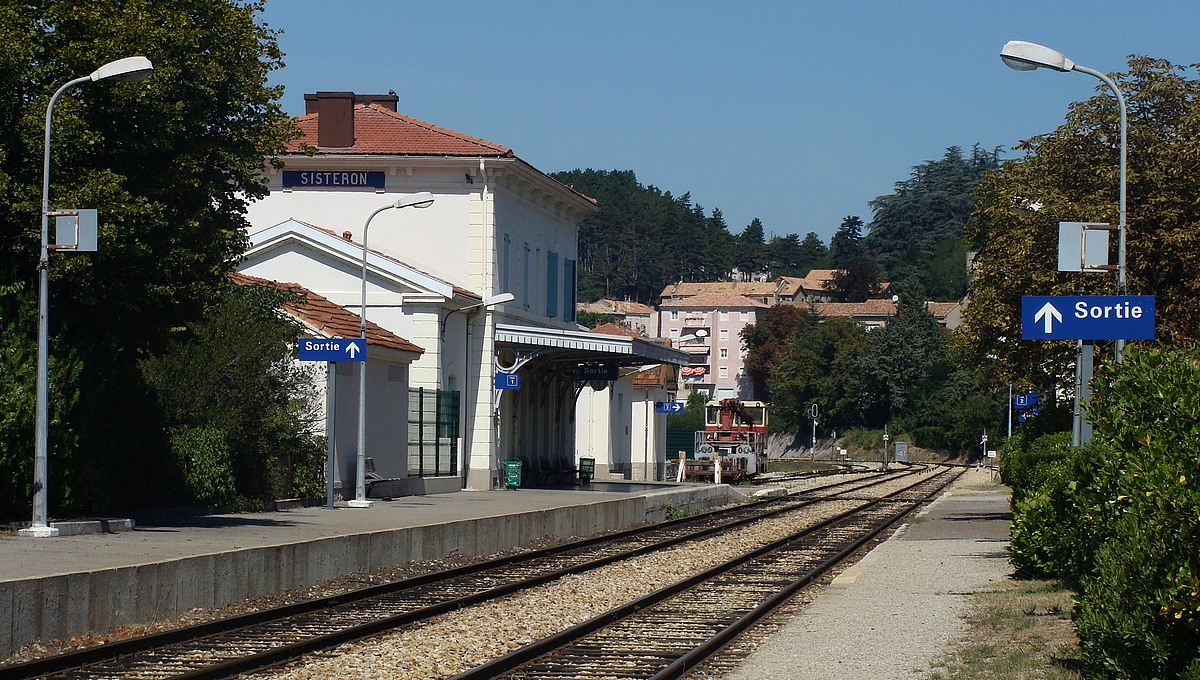
锡斯特龙火车站

### 公路
法国A51高速公路经过锡斯特龙并设有出入口与市区相连，此外多条上普罗旺斯阿尔卑斯省省道在锡斯特龙境内交汇。普罗旺斯-阿尔卑斯-蓝色海岸大区公共交通提供多条途径锡斯特龙的大巴车线路，可前往马赛、迪涅莱班、加普、尼斯、格勒诺布尔等地，还有校车线路可前往周边部分市镇。
2015年，66.4%的锡斯特龙家庭拥有至少一辆的私人汽车。2016年，锡斯特龙境内共发生各类交通事故2起，造成2人受伤。

### 铁路
锡斯特龙位于里昂－马赛铁路线上，锡斯特龙站停靠往返于马赛和布里扬松一线的区域列车。

### 航空
距离锡斯特龙最近的民用航空机场为马赛普罗旺斯机场，有长途巴士可直达前往。

## 政治

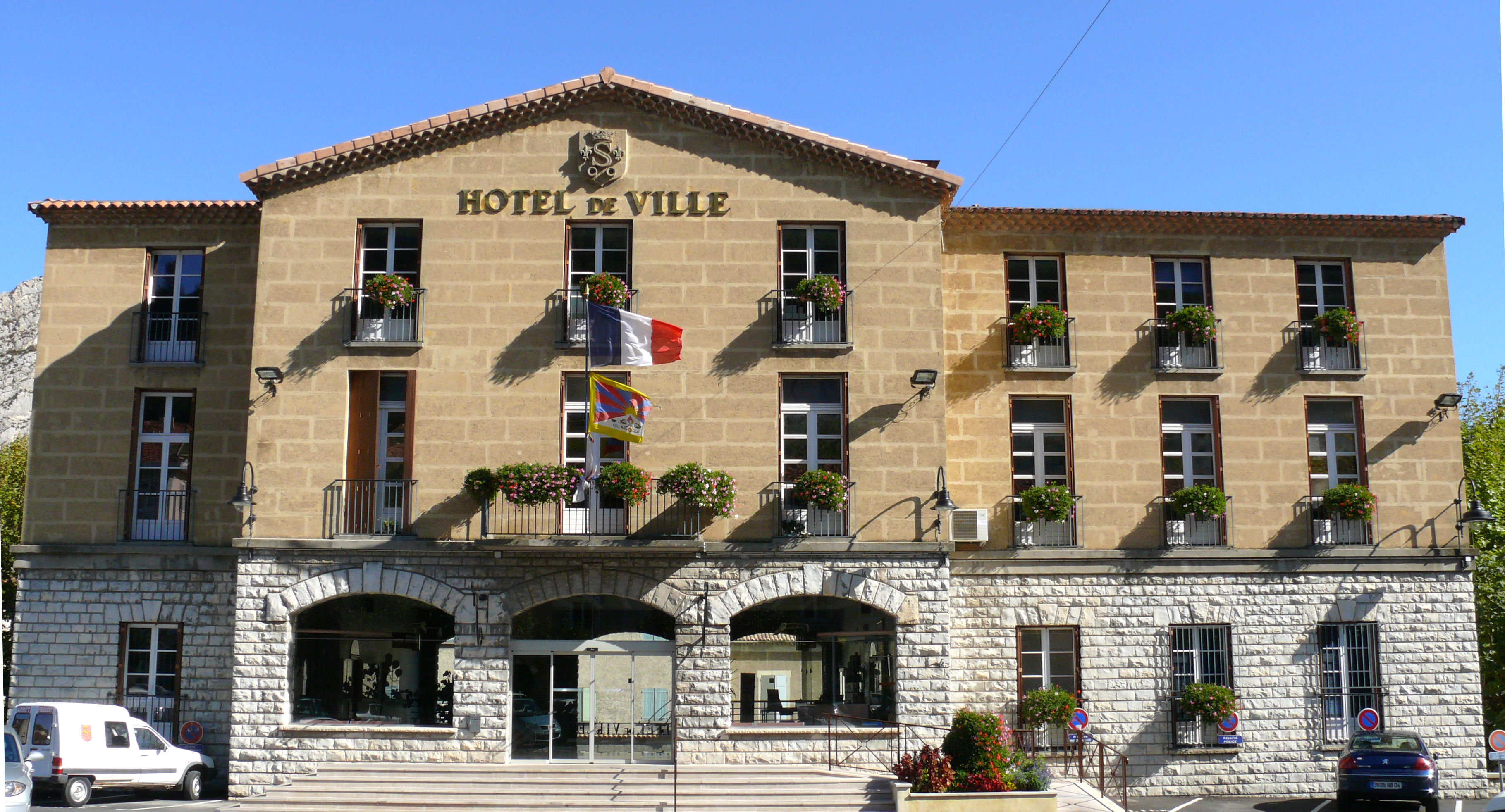
锡斯特龙市政厅

锡斯特龙的现任市长为达尼埃尔·斯帕尼乌先生，自1983年起担任并连续5次连任，在2014年的市政选举中获得了70.35%的支持率。
在2017年的法国总统大选中，法国第25任总统埃马纽埃尔·马克龙在锡斯特龙获得了61.14%的支持率。
| 锡斯特龙历届市长 |                   |                                                      |
| 任期             | 市长              | 党派                                                 |
| 1944年－1956年   | 埃米尔·帕雷       | SFIO工人国际法国支部                                 |
| 1956年－1977年   | 埃利·福克         | SFIO工人国际法国支部 →PS社会党                       |
| 1977年－1979年   | 皮埃尔·朗扎       | PS社会党                                             |
| 1979年－1983年   | 安德烈·罗芒       | PS社会党                                             |
| 1983年－         | 达尼埃尔·斯帕尼乌 | RPR保衛共和聯盟 →UMP人民运动联盟 →LR共和黨 →Agir行动 |

## 人口
2017年，锡斯特龙市镇人口数量为7,460，在法国排名第1,411位。其中男性3,549人，女性3,792人，75岁及以上人口占11.8%，外籍人口数量为513人，人口密度为148人/平方公里，当地居民被称为（男性）或（女性）。2018年，锡斯特龙境内出生58人，死亡人口99人。
| 年份   | 1936  | 1946  | 1954  | 1962  | 1968  | 1975  | 1982  | 1990  | 1999  | 2006  | 2007  | 2008  | 2013  | 2017  |
| ------ | ----- | ----- | ----- | ----- | ----- | ----- | ----- | ----- | ----- | ----- | ----- | ----- | ----- | ----- |
| 人口數 | 3 378 | 3 432 | 4 070 | 5 325 | 6 289 | 7 243 | 6 470 | 6 594 | 6 964 | 7 251 | 7 288 | 7 326 | 7 312 | 7 460 |

## 经济财政
锡斯特龙是一个区域性的中心城市，市区北侧设有工业开发区，赛诺菲在此设有研发工厂，旅游业亦是当地在重要经济支柱。
2018年，锡斯特龙的财政收入总额为15,459,600欧元，财政支出总额为14,116,300欧元，当年的债务总额为9,262,110欧元。
2014年，锡斯特龙的人均收入总额为4,156欧元，其中高职人员为2,670欧元，普通职员为1,766欧元。
2016年，锡斯特龙境内的青壮年（15至64岁）失业率为16%，当地37%的家庭拥有纳税资格。

## 社会事务

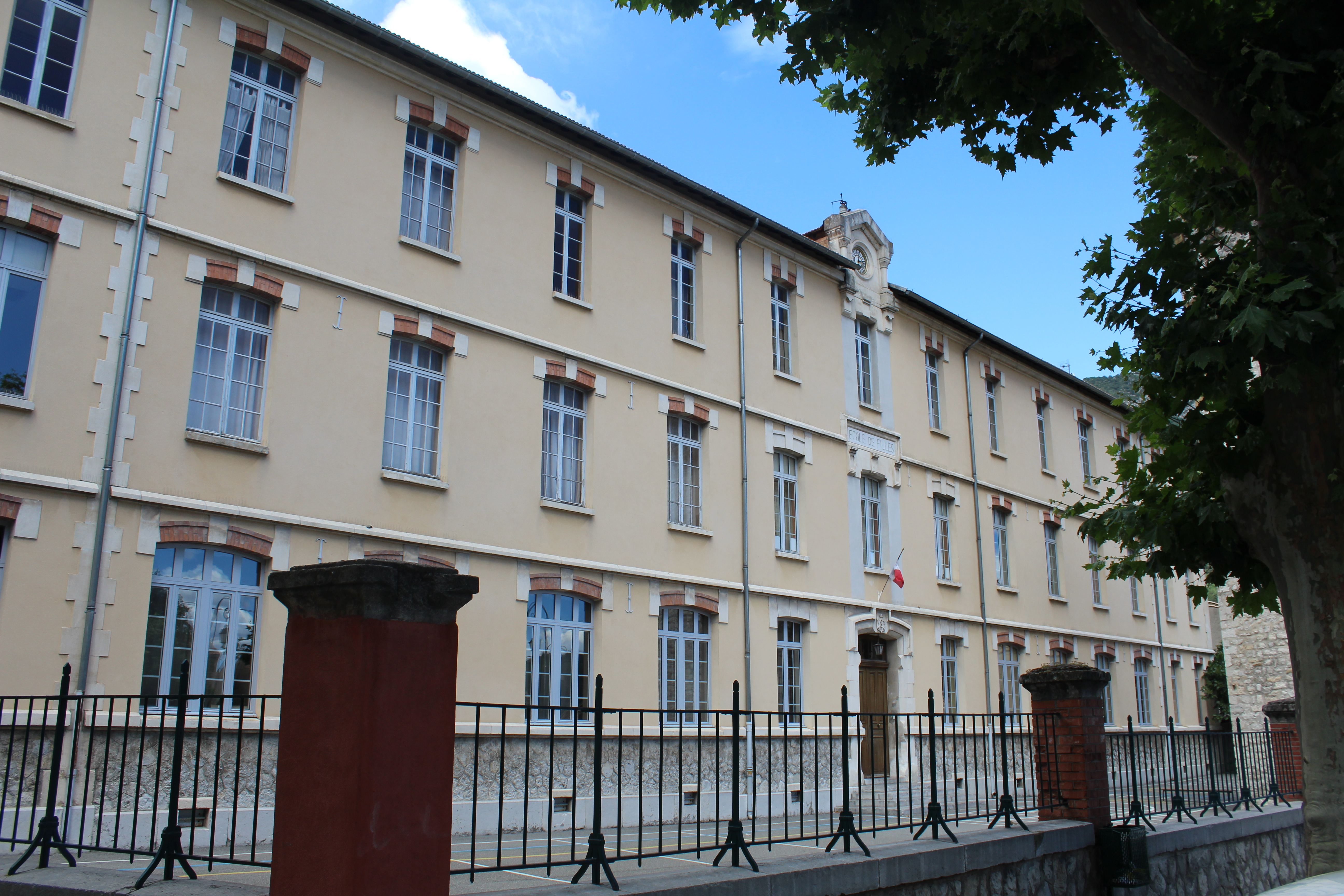
凡尔登中学

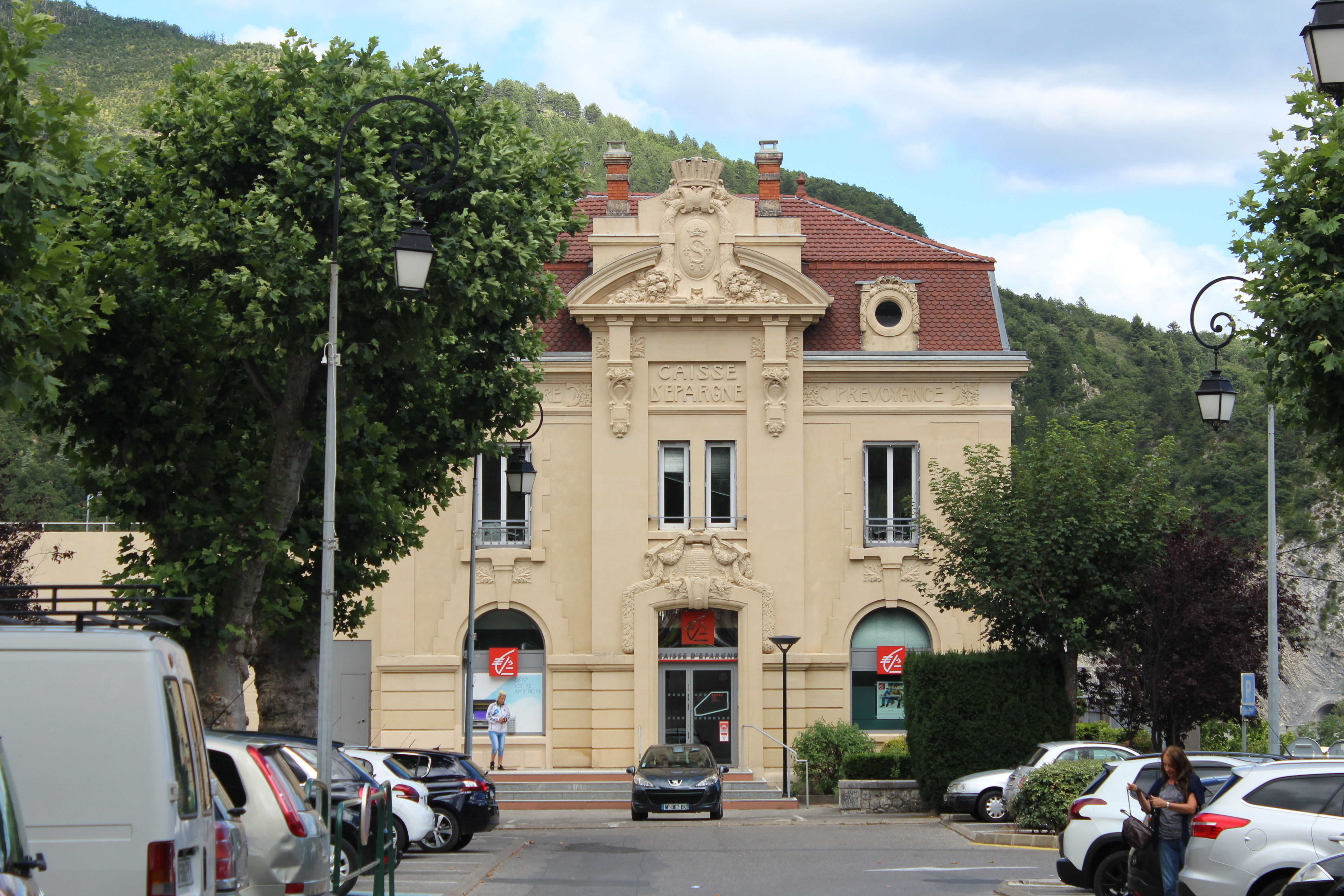
锡斯特龙境内的一处银行

### 教育
锡斯特龙属于艾克斯-马赛学区。截止2018年1月1日，锡斯特龙境内共有3所幼儿园、4所小学、1所初级中学和1所普通高中。2018至2019学年度，锡斯特龙境内共有在校中小学生1,328名。

### 医疗
截止2017年1月1日，锡斯特龙境内共有全科医生11名、保健师13名、牙医8名、护士23名、耳科医生1名、眼科医生2名、助产士1名和妇科医生1名，共有药房4家和养老院2家。
南阿尔卑斯山市际中心医院（Centre hospitalier Intercommunal des Alpes du Sud）在锡斯特龙设有一个病区，是当地规模最大的公立综合性医院。

### 住房
2015年，锡斯特龙境内共有各类住房4,372套，其中82.1%为常住房屋。境内的民宅以传统法国南方院落为主，几乎没有集中式居民区

### 商业
2017年，锡斯特龙境内共有各类商铺607家，其中餐饮服务类291家。市区北部建有大型开放式商业街区。

### 体育
2017年，锡斯特龙境内共有1家游泳池、2间健身房、1座综合体育场、6处网球场、1处马术场、2处足球或橄榄球场以及1处篮球或排球场。
锡斯特龙足球俱乐部是当地的一支业余足球队，参加省级足球联赛。

### 环境
锡斯特龙的环境事务由其所属的公共社区负责。2017年，锡斯特龙境内共有1家污染企业。

### 治安
2014年，锡斯特龙及附近地区共发生各类案件1,292起，其中盗窃类案件815起，经济类案件138起，毒品交易类案件105起。

## 文化

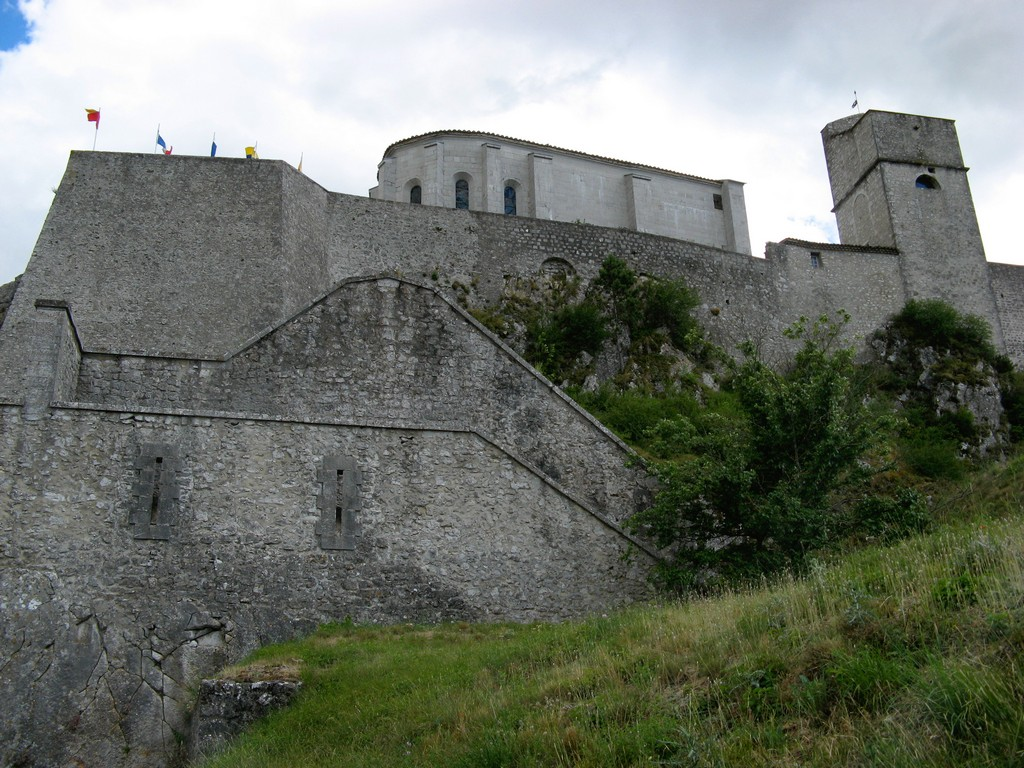
锡斯特龙城堡

2017年，锡斯特龙境内共有1个电影院和1个博物馆。

### 建筑
锡斯特龙境内有多处法国国家文物保护单位，锡斯特龙城堡位于一处山峦之上，历史上为重要的军事要地，现为当地的一个地标；市区内的圣母代波米耶主教教堂和博姆道明會堂等则是锡斯特龙的代表性建筑物。

### 旅游
2018年，锡斯特龙境内共有6个宾馆共计205间房间，另有1个露营地，可容纳共150辆露营车。

### 媒体
法国主要的媒体均可在锡斯特龙接收，法国电视三台下属的普罗旺斯-阿尔卑斯-蓝色海岸大区频道在部分时段播出锡斯特龙所属区域的地方新闻。

## 友好城市
截至2020年4月，锡斯特龙共与三座城市互为友好城市关系：
- 義大利 菲登扎
- 德国 黑博尔茨海姆
- 西班牙 奥利瓦